# NGC 1592
NGC 1592 é uma galáxia espiral (S/P) localizada na direcção da constelação de Eridanus. Possui uma declinação de -27° 24' 29" e uma ascensão recta de 4 horas, 29 minutos e 40,7 segundos.
A galáxia NGC 1592 foi descoberta em 14 de Novembro de 1835 por John Herschel.